# Desmodium orbiculare
Desmodium orbiculare är en ärtväxtart som beskrevs av Diederich Franz Leonhard von Schlechtendal. Desmodium orbiculare ingår i släktet Desmodium och familjen ärtväxter.

## Underarter
Arten delas in i följande underarter:
- D. o. orbiculare
- D. o. rubricaule
- D. o. salvinii